# Поволовщина
Поволо́вщина (воловщина) — один из прямых денежных налогов во второй пол. XIV — первой половине XVII века на украинских землях (Киевщина, Переяславщина, Подолье, Волынь), находившихся в составе Великого княжества Литовского, а с 1569 года — Речи Посполитой. Поволовщину платили государству все без исключения категории зависимого крестьянства. Она взималась в размере от 4 до 60 грошей и больше с двора, в зависимости от состояния крестьянского хозяйства — количества и качества земли, наличия рабочего скота и т. д. Поволовщина была отменена после восстания Хмельницкого.